# Tommaso Seneca da Camerino
Tommaso Seneca da Camerino (Camerino, 1390 circa – dopo il 1472) è stato un umanista italiano.

## Biografia
Tommaso Seneca da Camerino nacque da Giacomo nel 1390 circa e, dopo un periodo di studi a Napoli, cominciò a vagare tra le corti e le città dell'Italia centrosettentrionale, tra cui Pavia (ove insegnò nel celebre Studium), a Bologna, Brescia, a Pavia, a Milano, a Firenze. Dal 1421 al 1440 insegnò ad Ancona, dove ebbe come allievo Ciriaco d'Ancona, a cui insegnò il latino a partire dai testi di Virgilio. A partire dal 1440 è al servizio dei Malatesta di Rimini, impegnato quale segretario di Sigismondo Pandolfo Malatesta e «poeta e oratore latino» nell'ambiente della poesia d'amore, alimentata dalla storia tra il signore di Rimini per la bella Isotta degli Atti. Negli anni '50, in seguito ad una violenta disputa intellettuale con Basinio da Parma, anch'egli alla corte riminese, ritornò ad insegnare a Bologna tra il 1456 ed il 1462 per poi infine ritornare a Rimini, dove probabilmente morì, in data imprecisata dopo il 1472.